# Lucy (album)
Pour les articles homonymes, voir Lucy.
Albums de Māya Sakamoto
Single Collection+ Hotchpotch
(1999) Easy Listening
(2001)
Singles
Lucy est le 3e album de Māya Sakamoto, sorti sous le label Victor Entertainment le 28 mars 2001 au Japon. Une réédition est sortie le 24 mars 2010.

## Présentation
Cet album a atteint la 16e place du classement de l'Oricon et reste classé pendant quatre semaines, pour un total de 43 080 exemplaires vendus. Il contient son single Mameshiba.

## Liste des titres
Toute la musique et les arrangements ont été composées par Yōko Kanno.
| 1.  | Lucy                                                                  |               | 1:45 |
| 2.  | Mameshiba (マメシバ)                                                  | Māya Sakamoto | 6:09 |
| 3.  | Strobe no Sora (ストロボの空)                                         | Māya Sakamoto | 5:03 |
| 4.  | Alkaloid (アルカロイド)                                               | Māya Sakamoto | 4:12 |
| 5.  | Koucha (紅茶)                                                         | Māya Sakamoto | 5:33 |
| 6.  | Kinobori to Akai Skirt (木登りと赤いスカート)                         | Yuho Iwasato  | 5:37 |
| 7.  | Life is good                                                          | Tim Jensen    | 4:15 |
| 8.  | Honey Bunny                                                           | Māya Sakamoto | 5:11 |
| 9.  | T-Shirt (Tシャツ)                                                     | Māya Sakamoto | 6:16 |
| 10. | Kuuki to Hoshi (空気と星)                                             | Yuho Iwasato  | 5:22 |
| 11. | Rule ~ Iro Asenai Hibi (Rule～色褪せない日々)                         | Yuho Iwasato  | 5:31 |
| 12. | Watashi wa Oka no Uekara Kabin wo Nageru (私は丘の上から花瓶を投げる) | Māya Sakamoto | 4:45 |